# الغواصة الألمانية يو-822
غواصة يو-822 غواصة يو بوت ألمانية من غواصة الفئة السابعة سي بنيت لسلاح بحرية ألمانيا النازية كريغسمارينه، في أحواض أودرفيرك خلال الحرب العالمية الثانية.